# 三菱銀行
株式会社三菱銀行（みつびしぎんこう、英語: The Mitsubishi Bank, Ltd.）は、かつて存在した三菱グループの都市銀行。現在の三菱UFJ銀行の法人格上の前身である。

## 概要
1880年に郵便汽船三菱会社（現在の日本郵船）から分離独立した三菱為換店が始まり。この三菱為換店は一度閉鎖されるが、間もなく第百十九国立銀行の経営を承継。その後幾多の変遷を経て、1919年に株式会社三菱銀行が設立された。
戦前は三菱財閥をバックに店舗数よりも取引高の方が遙かに大きかったが、戦時統合で主に東京地区の店舗を拡充。1943年に第百銀行を吸収合併したことで名実共に大銀行となった。
戦後の財閥解体に伴い、1948年に千代田銀行へ改名するが、1953年に三菱銀行へ戻し、三菱重工業・三菱商事とともに再結集した三菱グループの中核企業、都市銀行上位行として発展してきた。
行風は官僚主義的で機動力に欠けるという評価がされることが多い。バブル景気の時期にはそれが幸いして他の銀行の様な無理な融資合戦に参入するのが遅かったため、バブル崩壊後の不良債権が少なく済んだといわれている。ただし、バブル時代の経営姿勢に何も問題が無かったわけではなく、下記の様な変額保険問題を起こしている。また、当時の銀行界では珍しく大蔵省の「天下り」役員を受け入れていなかった。
1996年4月1日に東京銀行と合併して東京三菱銀行となり、さらに2006年1月1日にはUFJ銀行と合併して「三菱東京UFJ銀行」となった後、三菱UFJ銀行に行名を変更した。

## 沿革

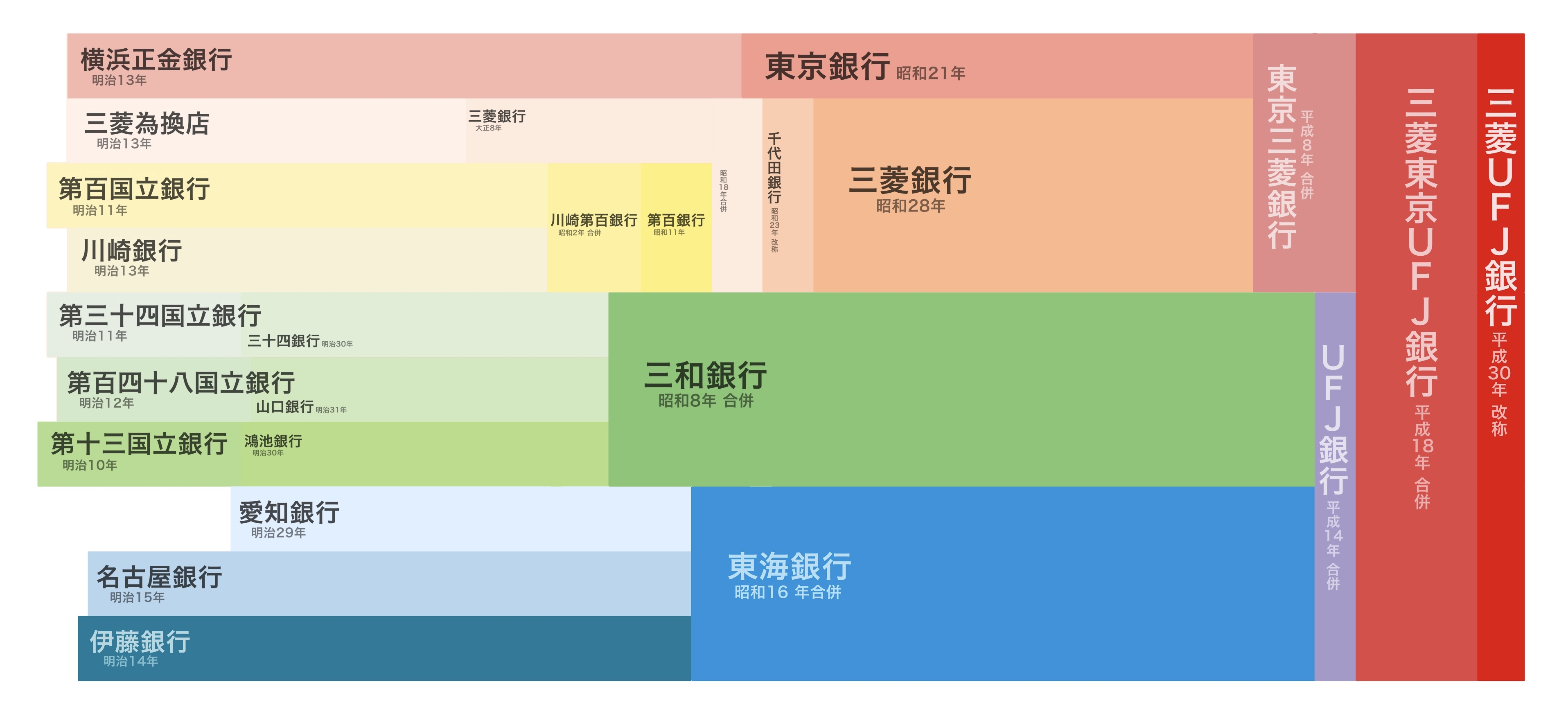
銀行合併の沿革

- 1880年 - 郵便汽船三菱会社（現在の日本郵船）から「三菱為換店」が分離独立。
- 1885年 - 三菱為換店閉鎖。従業員は第百十九国立銀行に移籍。1950年代の本店

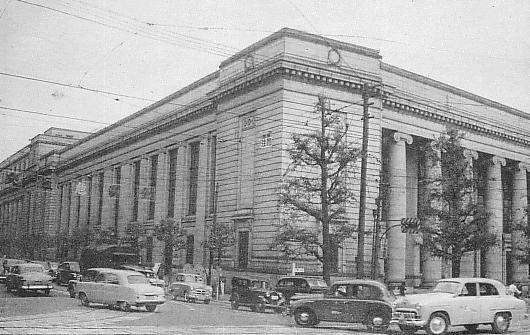
1950年代の本店

- 1895年 - 三菱合資会社銀行部、第百十九国立銀行の業務を継承して設立。
- 1919年8月15日 - 株式会社三菱銀行、三菱合資会社銀行部の業務を継承して設立（本店東京、資本金5000万円、会長岩崎小弥太）。
- 1929年5月 - 株式会社森村銀行を合併。[3]
- 1940年10月 - 株式会社金原銀行を合併。
- 1942年4月 - 株式会社東京中野銀行を合併。
- 1943年2月8日 - 株式会社第百銀行を合併。
- 1948年10月 - 持株会社整理委員会より「三菱」商号使用禁止を命じられ、株式会社千代田銀行に商号変更。
- 1953年7月 - 再び商号を株式会社三菱銀行に変更。
- 1965年4月 - 吹原産業事件発覚。
- 1969年1月 - 株式会社第一銀行と合併を発表するも、内外に反対が多く白紙撤回。(後に第一銀行は日本勧業銀行と合併し第一勧業銀行が誕生した)
- 1979年1月 - 大阪市の北畠支店で猟銃強盗監禁殺人事件（三菱銀行人質事件）。
- 1982年 - CI導入。デザイン担当はアンスパック・グロスマン・ポルチュガル。
- 1989年9月 - 日本の金融業としては初めてニューヨーク証券取引所に上場。
- 1993年4月 - 霞ヶ関信用組合を合併。
- 1994年8月 - 経営難に陥った日本信託銀行（現在の三菱UFJ信託銀行）の救済のため平野友明が同行の社長に就任し、同年10月に完全子会社化した。
- 1996年4月 - 東京銀行を合併し、株式会社東京三菱銀行に商号変更。

（1996年以降については東京三菱銀行と三菱UFJ銀行のページを参照されたい。）

## 変額保険事件
三菱銀行は、バブルからその後にかけて大きく社会的問題となった変額保険を大々的に進めた中心銀行である。当時の取締役の三木繁光が、この提案融資の旗振り役であった。変額保険は、地価が異常な値上がりを示した時代情勢につけ込んで拡大したもので、ハイリスク・ハイリターンな投資商品であった。変額保険に加入した結果、土地を失ったり、自殺を迫られる高齢者が多数発生し、金融機関の商品説明責任を問う損害賠償訴訟が相次いで起こされた。
この訴訟において三菱銀行の被害者は226名に上り、全金融機関で最悪の人数である。銀行としては2番目に多い横浜銀行の44人の5倍強、都市銀行の中では富士銀行の38人の6倍近くと群を抜いている。
この背景には、もとは米国で開発された変額保険をアリコジャパンの元社員が三菱銀行に提案した経緯がある。邦銀で最初にこの商品を知った三菱銀行は、同じく三菱グループの明治生命（現在の明治安田生命保険）と一体となり、販売を押し進めた。事実、明治生命による被害者数は三菱銀行とほぼ同じ224名であり、生保会社では2番目に被害者の多かった生保最大手の日本生命の104人の2倍以上である。
2002年4月23日には東京高等裁判所において、三菱銀行の後身にあたる東京三菱銀行と大同生命らを相手取る訴訟で、7000万円の損害賠償命令が下された。
フジテレビドラマ「ビッグマネー!」における「相続保険」問題の描写は、この三菱銀行がモデルとされる。

## イメージキャラクター
三菱銀行は、1961年11月から、他行に先駆けて「ブーチャン貯金箱」の配布を開始した。これは、以前はマッチやカレンダーなどに限られていた、金融機関が配布できる景品に、1954年に「貯金箱」が新たに加えられたのを受けたものである。
この「ブーチャン」とは、当時NHK総合で放送されていた人気テレビ番組「ブーフーウー」からヒントを得た子ブタのキャラクター。1年間で150万個が配布され、人気となった。その後、ブーチャンは三菱銀行の親しみやすさを象徴するキャラクターとして、ポスターやチラシなどに採用された。
1962年8月20日、普通預金と積立預金の2種類の通帳で、ブーチャンのイラストを使用した「絵入り通帳」の取り扱いを開始した。これは現在、全国の銀行のほとんどで取り扱われている「デザイン通帳」の先駆けとなった。
また、その年の12月1日には、三菱グループの三菱地所が東映と協力して行っていた、日本へのディズニーランド誘致に呼応する形で、ディズニー・プロダクションズ（当時）と版権契約を結び、ディズニーキャラクターを使用した「絵入り通帳」の取り扱いを開始した。日本へのディズニーランド誘致は、結局三菱地所と競合していた三井不動産と京成電鉄の合弁会社（後のオリエンタルランド）が権益を獲得したものの、ブーチャンと同様に、ディズニーキャラクターは、三菱銀行の親しみやすさを示す象徴となった。なお、当時は、普通預金と積立預金の2種類の通帳が用意され、普通預金には「ディズニー預金」という名前が付けられた。また、キャラクターは、ドナルドダック・バンビ・シンデレラ・ピノキオなどが採用された。また、1963年1月からは、「ディズニー貯金箱シリーズ」が始まり、第1号である「ドナルドダック」の貯金箱が配布された。ちなみに、富士銀行も同時期に採用を図ろうとしたが、ディズニー社側の承諾を得られず断念している。
また、1988年から一時期、ハローキティのイラストが描かれたデザイン通帳を取り扱っていたこともあったが、ひっそりと姿を消している。ハローキティそのものは1998年から、第一勧業銀行がイメージキャラクターとして採用、2002年にみずほ銀行になった後も継続して起用されている。
ディズニーキャラクターのマスコット採用から30周年を迎えた1992年、ノベルティとしてディズニーのキャラクターが描かれた色鉛筆が提供された。奇しくも、資本関係は無いものの同じスリーダイヤをシンボルマークとする三菱鉛筆が製品化に関わっている。

## バードマーク

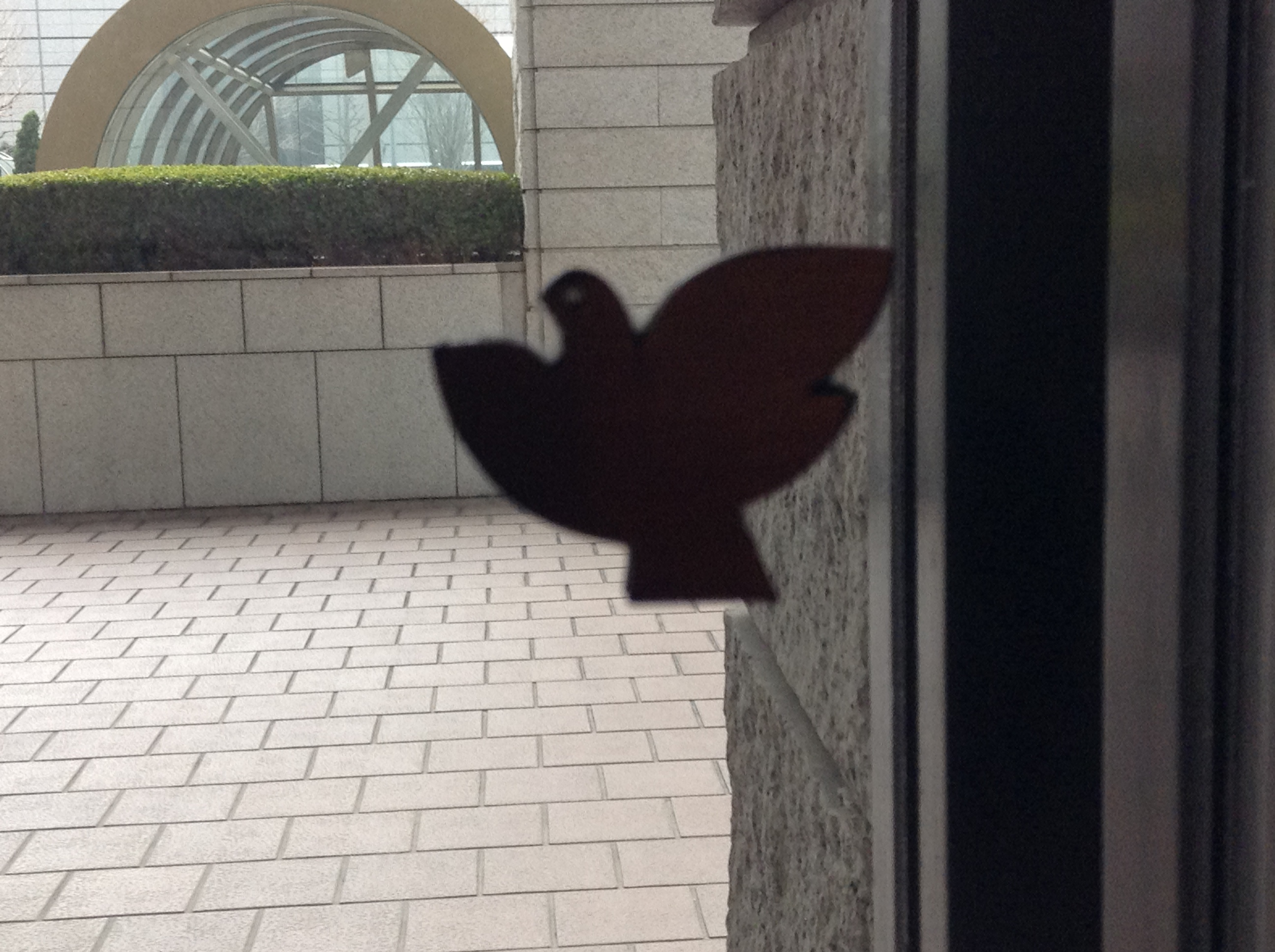
合併から20年経過する2016年3月現在も残る本店の入口に残るバードマーク（店内側より撮影したため実際は左右逆）

行章は三菱グループ共通の赤いスリーダイヤであったが、1982年以降、店舗の壁面やキャッシュカードには鳥のマーク（バードマーク）がスリーダイヤとともに付けられた。なお、東京銀行との合併後も、建設時に三菱銀行として建設された一部の店舗では、バードマークが残されているものも多かったが、2006年のUFJ銀行との合併時に、残存していたバードマークのほとんどが撤去された。ただし、本店のリテール営業部門の営業室・ATMコーナーの自動ドアなど、一部の店舗や三菱銀行時代から建物を継続使用している一部の店舗では、現在もバードマークが残っている店もある。

## 出身者
- 小笠原光雄 - 1918年 入行、元 頭取
- 中谷一雄 - 1922年 入行、元 頭取
- 宇佐美洵 - 1924年 入行、元 頭取、21代日本銀行総裁
- 黒川久 - 1932年 入行、元 専務取締役、元 三菱油化社長・会長
- 広田宗 - 1932年 入行、元 取締役、元 小田急電鉄社長・会長、元 日本民営鉄道協会会長
- 小坂善太郎 - 1935年 入行、元 衆議院議員、元 労働大臣、元 外務大臣、元 経済企画庁長官
- 若井恒雄 - 1948年 入行、元 頭取、元 東京三菱銀行会長
- 岸暁 - 1953年 入行、元 東京三菱銀行頭取・会長
- 岩崎寛弥 - 1953年 入行、元 取締役、元 東山農事社長
- 三木繁光 - 1958年 入行、元 東京三菱銀行頭取・会長、元三菱東京フィナンシャル・グループ社長、元三菱東京UFJ銀行会長
- 松井正俊 - 1960年 入行、元 松井証券社長・会長
- 三浦新 - 1963年 入行、元 山形銀行頭取・会長
- 畔柳信雄 - 1965年 入行、元 東京三菱銀行頭取、元 三菱東京フィナンシャル・グループ社長、元 三菱UFJフィナンシャル・グループ社長、元 三菱東京UFJ銀行頭取
- 矢部達三 - 1966年 入行、元 早稲田大学ラグビー蹴球部主将、日本ラグビーフットボール協会専務理事
- 末吉竹二郎 - 1967年 入行、元日興アセットマネジメント副社長
- 山浦善樹 - 1969年 入行、最高裁判所裁判官
- 山川征夫 - 1969年 入行、西武鉄道副社長
- 永易克典 - 1970年 入行、元 三菱東京UFJ銀行頭取、元 三菱UFJフィナンシャル・グループ社長
- 岩崎俊男 - 1970年 入行、元 東京三菱銀行虎ノ門支店長、ベンチャーキャピタリスト
- 豊島逸夫 - 1972年 入行、元 ワールド・ゴールド・カウンシル日韓地域代表、金トレーダー
- 平野信行 - 1974年 入行、三菱東京UFJ銀行頭取、三菱UFJフィナンシャル・グループ代表執行役社長
- 橋本圭一郎 - 1974年 入行、元 東京三菱銀行国際業務部長、首都高速道路社長
- 山下英利 - 1977年 入行、元 東京三菱銀行本部審議役、元 参議院議員
- 小山田隆 - 1979年 入行、三菱東京UFJ銀行頭取、元 三菱UFJフィナンシャル・グループ代表執行役副社長
- 上田昌孝 - 1979年 入行、元 アメリカンホーム保険会社会長、フジ・ダイレクト・マーケティング社長
- 中井雅人 - 1986年 入行、じぶん銀行元社長
- 田中実 - 1986年 入行、カカクコム社長
- 半沢淳一 - 1988年 入行、三菱UFJ銀行頭取
- 池井戸潤 - 1988年 入行、小説家
- 木内孝胤 - 1989年 入行、衆議院議員
- 西川真規子 - 1989年 入行、法政大学教授
- 野間省伸 - 1991年 入行、講談社社長